# Legge della plasticità muscolare
La legge della plasticità muscolare o legge Borelli Weber Fick, rappresenta il principio secondo cui è possibile modificare la struttura e la lunghezza del muscolo scheletrico in base ad uno specifico stimolo motorio.

## Definizione
(Legge della plasticità muscolare)
La legge della plasticità muscolare indica in altre parole che se un muscolo ha delle fibre di 10 centimetri, si potrà accorciare la metà di quanto è lungo, cioè di 5 centimetri. Da questa legge nasce la teoria, applicata nel contesto dell'esercizio coi pesi (resistance training), secondo cui, se un muscolo svolge ripetutamente nel tempo una contrazione dinamica in maniera incompleta, cioè percorrendo solo parzialmente il range di movimento (ROM) che gli sarebbe permesso, avviene una riduzione della sua lunghezza complessiva, mediante un accorciamento della parte contrattile (ventre muscolare) e/o di quella tenidinea.
(A Vannini. Chinesiologia, 1975)
I movimenti o le contrazioni dinamiche che può effettuare un muscolo in termini di arco di movimento (ROM, Range Of Motion) sono:
- dal suo massimo allungamento al suo massimo accorciamento;
- dal suo massimo allungamento ad un accorciamento incompleto;
- da un allungamento incompleto al suo massimo accorciamento;
- da un allungamento incompleto ad un accorciamento incompleto;

Secondo la legge Borelli Weber Fick, continuando a svolgere movimenti della stessa natura, percorrendo quindi lo stesso arco di movimento nel tempo, si tenderebbero a creare delle modificazioni morfologiche e strutturali del fascio muscolare interessato a causa di una sorta di adattamento. I risultati di queste modifiche ipotizzati da alcuni autori sarebbero:

Allungamento completo e accorciamento completo:

In questo caso, il movimento eseguito con la massima ampiezza dall'allungamento completo all'accorciamento completo, aumenta la parte contrattile in misura pari alla riduzione della parte tendinea, mantenendo la sua lunghezza a riposo inalterata, ma aumentandone la sua velocità;
- Parte contrattile >
- Parte tendinea <
- Lunghezza =
- Velocità >

Allungamento completo e accorciamento incompleto:

Se il movimento prevede un allungamento completo ma un accorciamento incompleto, la parte tendinea aumenta in misura maggiore di quanto diminuisce quella contrattile, dando luogo ad un aumento della lunghezza complessiva del muscolo ma riducendone la velocità;
- Parte contrattile <
- Parte tendinea >>
- Lunghezza >
- Velocità <

Allungamento incompleto e accorciamento completo:

Eseguendo un movimento con accorciamento completo e allungamento incompleto, la parte contrattile diminuisce, mentre quella tendinea rimane inalterata, causando l'accorciamento complessivo del muscolo;
- Parte contrattile <
- Parte tendinea =
- Lunghezza <
- Velocità =

Allungamento incompleto e accorciamento incompleto:

Nel caso in cui venga svolto un movimento in cui il muscolo non raggiunge mai né il massimo allungamento né la massima contrazione, la lunghezza del muscolo a riposo diminuisce sia nella parte contrattile che tendinea;
- Parte contrattile <
- Parte tendinea <
- Lunghezza <
- Velocità =

## Legge della plasticità muscolare in letteratura
Per quanto possa essere diffusa in alcuni ambiti della fisiologia muscolare, della chinesiologia e del fitness sportivo, sembra che in letteratura la legge della plasticità muscolare non esista. Essa è stata citata in anni passati da alcuni autori italiani come Antonietta Vannini nel libro Chinesiologia (1975) e da Andrea Umili in Chinesiologia applicata per fitness e bodybuilding (1991), e di riflesso in alcuni testi di sport, fitness e bodybuilding più recenti. Alcuni autori parlano di un esperimento effettuato su un tendine del calcagno di un coniglio. Per ridurre l'arco di movimento del calcagno ad opera del gastrocnemio, vennero avvicinati i punti di inserzione del muscolo, quindi il tendine venne inserito più all'interno. A distanza di qualche tempo diminuì la parte contrattile a vantaggio di quella tendinea. Di questo studio però non vengono resi noti i riferimenti. Il titolo alternativo, Legge Borelli Weber Fick, ha probabilmente origine dal nome di alcuni studiosi che la teorizzarono e la approfondirono tra il XVII e il XIX secolo. Il fisiologo italiano Giovanni Alfonso Borelli (1608-1679), nel suo trattato De motu animalium, sembra essere stato il primo a sostenere la sua esistenza. Borelli era piuttosto specializzato nella fisiologia muscolare, e introdusse nuove teorie riguardo alla loro funzione. Circa un secolo più tardi, i fratelli tedeschi Wilhelm Eduard (1804-1861) e Ernst Weber (1795-1978) continuarono ad approfondire e chiarire quanto teorizzato da Borelli in materia di fisiologia del movimento e biomeccanica, mentre nella metà del XIX secolo, un altro fisiologo tedesco, Adolf Eugen Fick (1829-1901), condusse studi dettagliati sul movimento degli animali usando tecniche fotografiche e cinematografiche. Sembra che questi quattro studiosi abbiano dato il nome alla legge che verrà successivamente denominata come legge della plasticità muscolare.
Anche se in letteratura non vi è traccia di questa enunciazione, che pare essere citata e diffusa solo da alcune bibliografie sul territorio nazionale, la letteratura scientifica ha da anni dimostrato la possibilità di modificare l'allungamento dei sarcomeri, cioè le componenti muscolari che rappresentano l'unità contrattile del tessuto muscolare composta dalle miofibrille. È stato visto ad esempio che posizionare un muscolo in massimo allungamento per 7 giorni sia in grado di provocare un allungamento del 20-40% dei sarcomeri, mentre al contrario mantenendolo in accorciamento viene subita una perdita del 20-30% dei sarcomeri. Viene segnalato che in questo caso il tessuto connettivo riesce a mutare prima delle fibre muscolari, ad esempio sostituendosi ai sarcomeri che nel processo si perdono all'estremità nella posizione di accorciamento. Si potrebbe esprimere qualche ipotesi sui meccanismi che dettano la variazione dei sarcomeri, come l'influenza del sistema nervoso, ma diversi studi evidenziano che ciò sia possibile anche in condizioni di denervazione. Un'altra ipotesi plausibile potrebbe essere la creazione di ponti actomiosinici spuri, ma è stato dimostrato che la ridotta tensione non è in grado di per sé di influenzare il numero di sarcomeri. In effetti non sono stati ancora definiti i meccanismi della legge della plasticità muscolare, che tuttora si regge su alcune deduzioni non pienamente confermate.

## Applicazione
Riconosciute le possibilità di un muscolo di modificare la propria struttura e morfologia in base all'arco di movimento compiuto, ecco che la legge della plasticità muscolare assume un ruolo importante in ambiti legati al trattamento di paramorfismi o a generali deformazioni posturali, alla riabilitazione, o nel fitness sportivo e nell'esercizio coi pesi.
(Paoli A, Neri M. Principi di metodologia del fitness, 2010)
La legge Borelli Weber Fick diventa dunque importante per tonificare e modificare la lunghezza dei fasci muscolari a seconda delle esigenze dell'individuo. Rimanendo in tema posturale, essa assume un ruolo importante per stimolare muscoli che devono essere allungati piuttosto che accorciati o viceversa, favorendo così la correzione dell'eventuale paramorfismo. In un ipotetico caso di postura iperlordotica essa può essere applicata stimolando gli estensori lombari solo in massimo allungamento e in contrazione incompleta, mentre per quanto riguarda glutei e addominali, essi potrebbero essere sollecitati solo in massima contrazione e in allungamento incompleto. Esistono poi alcuni gruppi muscolari che per natura tendono nel tempo all'accorciamento e altri all'allungamento/indebolimento, creando potenzialmente problematiche posturali o articolari con l'avanzare dell'età o con la sedentarietà. Anche in questi casi applicare la legge Borelli Weber Fick in un programma di tonificazione può essere utile a scopo preventivo. Dunque i muscoli che tendono nel tempo all'accorciamento possono essere sollecitati seguendo un arco di movimento dall'allungamento completo all'accorciamento incompleto, viceversa i muscoli che tendono nel tempo all'indebolimento possono essere stimolati seguendo un arco di movimento dall'allungamento incompleto all'accorciamento completo.

### Muscoli tendenti all'accorciamento e all'indebolimento[17][18][19]

#### Muscoli tendenti all'accorciamento
Parte superiore del tronco
- Grande pettorale;
- Piccolo pettorale;
- Trapezio (fasci discendenti);
- Elevatore della scapola;
- Tricipite brachiale (capo lungo);
- Sottoscapolare;
- Sacrospinale (porzione cervicale e lombare);

Parte inferiore del tronco:
- Ileocostale;
- Spinali del dorso;
- Lunghissimo del dorso;
- Quadrato dei lombi;

Arti inferiori:
- grande e piccolo psoas;
- Iliaco;
- Piriforme;
- Adduttore lungo;
- Adduttore breve;
- Grande adduttore;
- Gracile;
- Tensore della fascia lata;
- Quadricipite (retto femorale);
- Semimembranoso;
- Semitendinoso;
- Bicipite femorale (capo lungo);
- Tricipite surale;

#### Muscoli tendenti all'indebolimento/allungamento
Parte superiore del tronco
- Grande e piccolo romboide;
- Trapezio (fasci ascendenti e mediali);
- Gran dentato;

Parte inferiore del tronco:
- Sacrospinale (porzione dorsale);
- Retto dell'addome;
- Trasverso dell'addome;
- Obliqui interni;
- Obliqui esterni;

Arti inferiori:
- Grande gluteo;
- Medio gluteo;
- Piccolo gluteo;
- Quadricipite (vasti);
- Tibiale anteriore;
- Peronei;